# Lower Prince's Quarter
Lower Prince's Quarter (Nederlands: Beneden Prinsenkwartier) is een dorp in Sint Maarten. Met meer dan tienduizend inwoners is het de grootste nederzetting van het eiland Sint Maarten.

## Overzicht
Het dorp is vernoemd naar Hendrik van Oranje-Nassau die in 1835 Sint Maarten bezocht had, en bestaat uit een lower (lager) en een upper (hoger) gedeelte.
In Lower Prince's Quarter bevindt zich ook de Freedom Path, een voetpad dat door de slaven van de Nederlandse kant was gebruikt om naar de Franse kant te vluchten waar slavernij reeds was afgeschaft.

## Belvédère
Plantage Belvédère was een van de oudste suikerrietplantages van Sint Maarten. Het landhuis van de plantage was oorspronkelijk bewoond door de commandeurs van de West-Indische Compagnie. De huidige gebouwen op de plantage stammen uit rond 1860.
In 1995 werd een groot gedeelte van de plantage vrijgegeven voor sociale woningbouw, omdat vele woningen door orkaan Luis waren vernield. In 2017 werd de nieuwe wijk zwaar beschadigd door orkaan Irma. In Belvédère bevindt zich een historisch park en de archeologische restanten van een slavendorp.

## Galerij

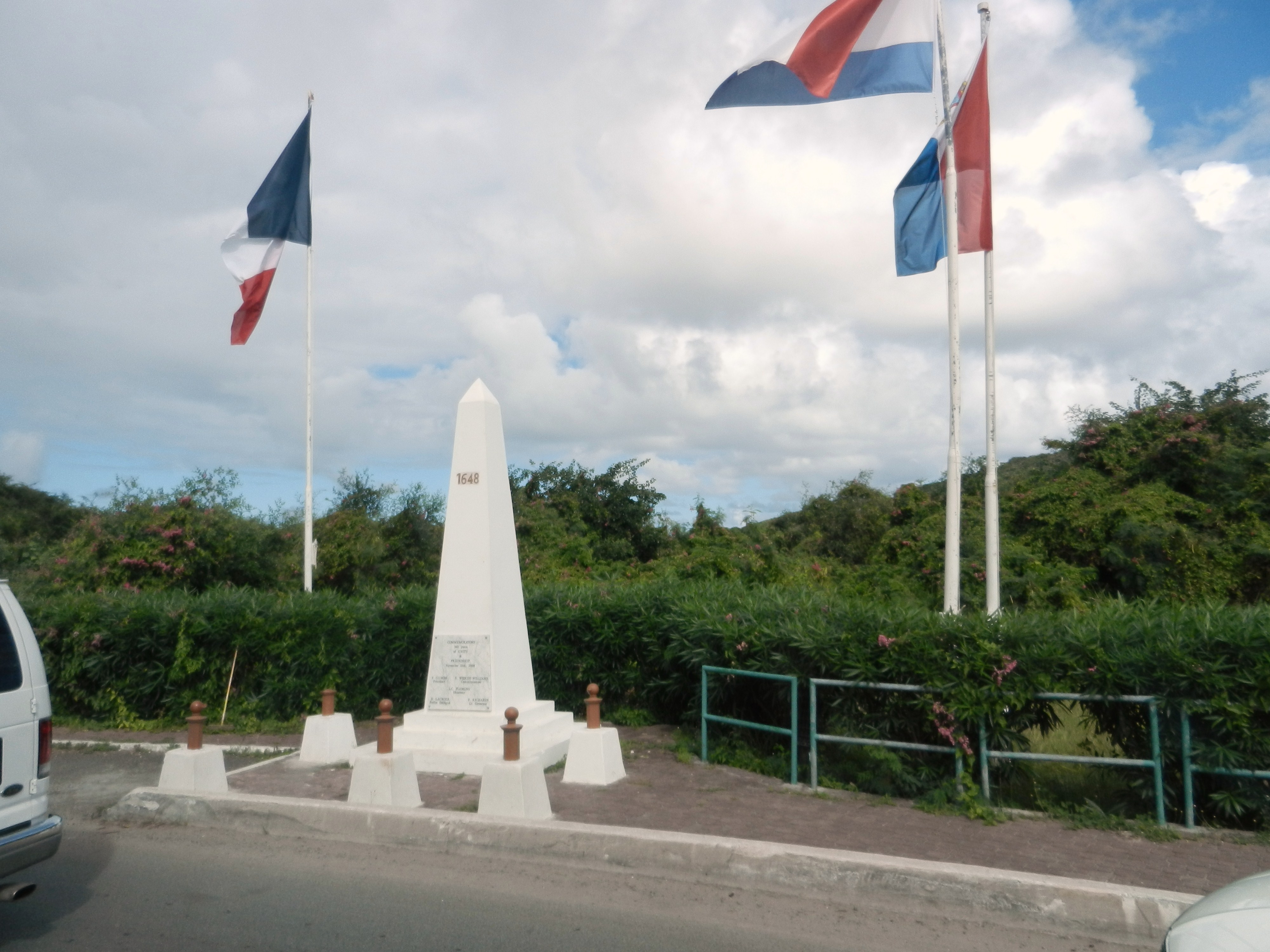
Nederlands-Franse grens
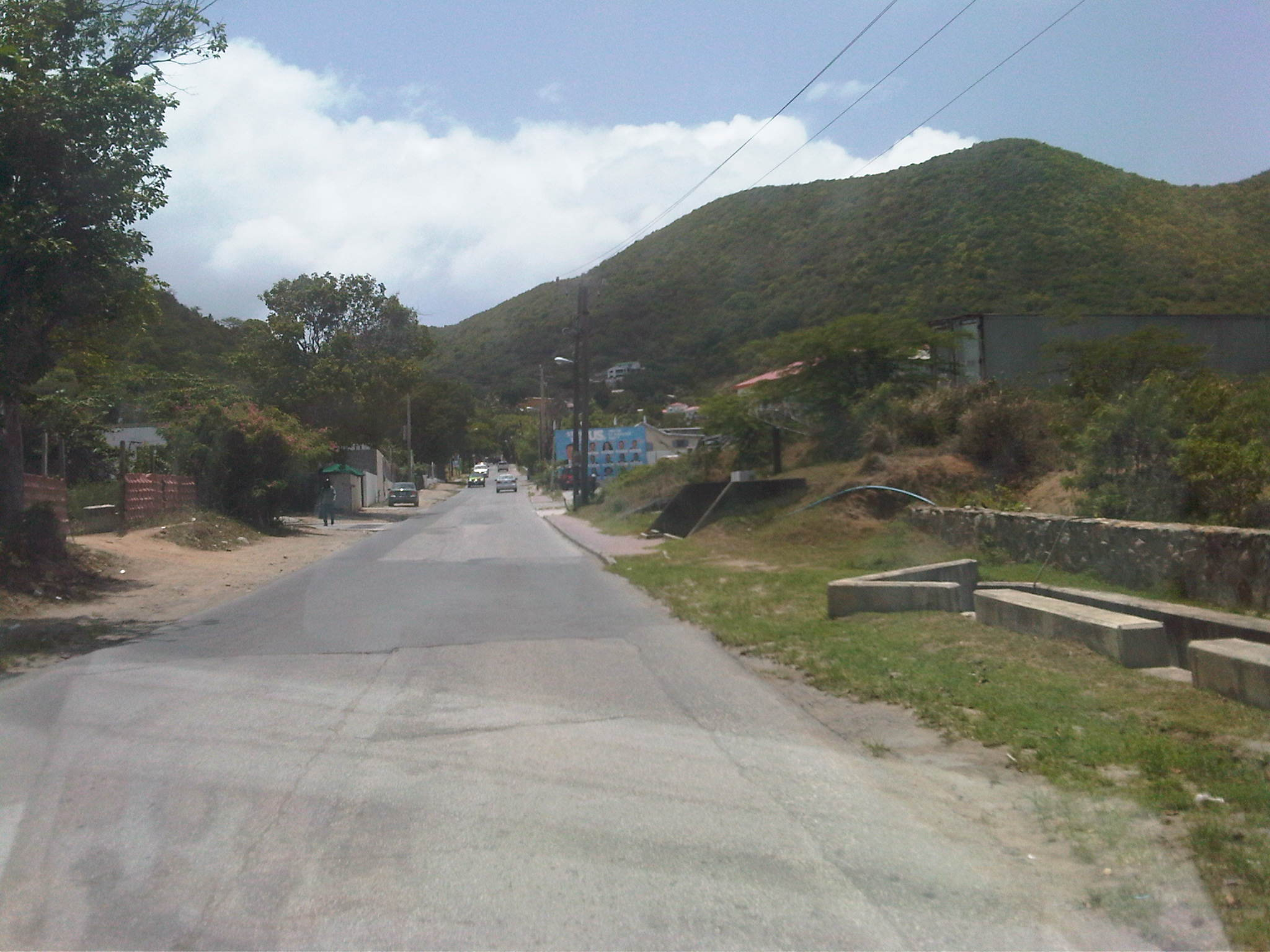
Straat in Lower Prince's Quarter
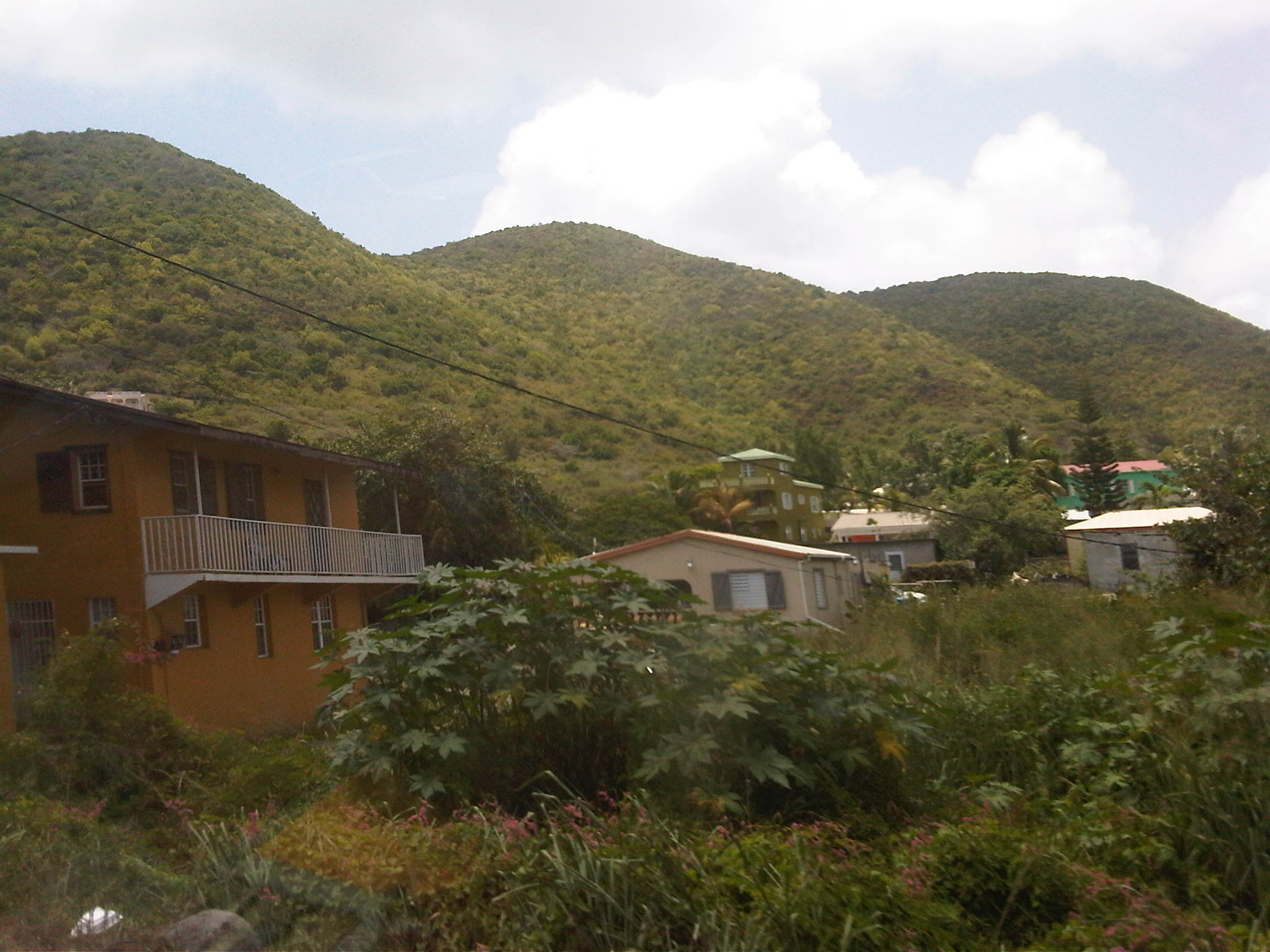
Huizen in Lower Prince's Quarter
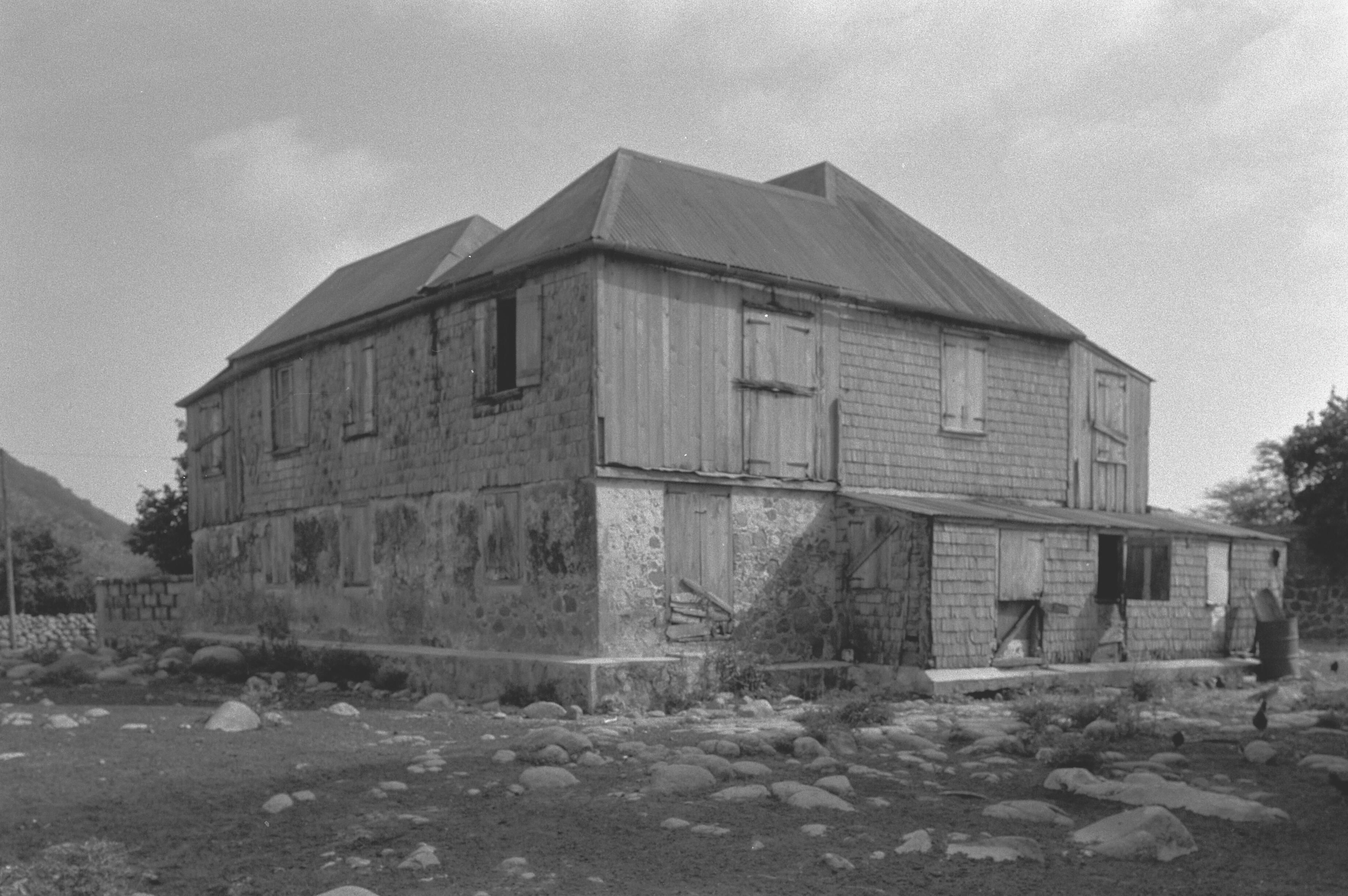
Landhuis Belvédère (1982)

Cole Bay · Cul de Sac · Little Bay · Lower Prince's Quarter · Lowlands · Oyster Pond · Philipsburg · Simpson Bay · Upper Prince's Quarter